# Kharagpur (Bihar)
Kharagpur è una città dell'India di 26.910 abitanti, situata nel distretto di Munger, nello stato federato del Bihar. In base al numero di abitanti la città rientra nella classe III (da 20.000 a 49.999 persone).

## Geografia fisica
La città è situata a 25° 7' 0 N e 86° 32' 60 E e ha un'altitudine di 47 m s.l.m..

## Società

### Evoluzione demografica
Al censimento del 2001 la popolazione di Kharagpur assommava a 26.910 persone, delle quali 14.241 maschi e 12.669 femmine. I bambini di età inferiore o uguale ai sei anni assommavano a 4.811, dei quali 2.423 maschi e 2.388 femmine. Infine, coloro che erano in grado di saper almeno leggere e scrivere erano 12.779, dei quali 7.825 maschi e 4.954 femmine.